# Mai 2011 en sport
Cette page concerne l'actualité sportive du mois de mai 2011

## Faits marquants

### Samedi7 mai
- Rugby à XV : le Kituro Rugby Club devient champion de Belgique après avoir battu les tenants du titre du Boitsfort Rugby Club en finale sur le score de 13 à 8. C'est le quatrième titre pour le club de Schaerbeek[2].

### Mardi10 mai
- Rugby à XV : Tom Wood, le deuxième ligne des Northampton Saints reçoit le Premiership player of the season award décerné par la Premier Rugby Limited[3].

### Vendredi20 mai
- Rugby à XV : les Harlequins remportent le Challenge européen en disposant du Stade français en finale sur le score de 19 à 18[4].

### Samedi21 mai
- Rugby à XV : l'équipe du Leinster remporte la Coupe d'Europe face aux Northampton Saints sur le score de 33 à 22 dont 28 points de Jonathan Sexton[5]. C'est le second titre de la province irlandaise après celui obtenu en 2009.

### Dimanche22 mai
- Rugby à XV : la Nouvelle-Zélande sont couronnés champions des IRB Sevens World Series bien qu'ayant été éliminée en demi-finale de l'avant dernière étape disputée à Londres. Ce sont les Sud-Africains qui remporte l'étape londonienne en battant en finale les Fidji sur le score de 24 à 14[6].

### Mercredi25 mai
- Rugby à XV : Sean O'Brien, troisième-ligne international du Leinster est élu meilleur joueur des compétitions européennes de la saison 2010-2011 par l'ERC[7].

### Samedi28 mai
- Football : la section football du FC Barcelone remporte la Ligue des champions de l'UEFA face à Manchester United par le score de 3 buts à 1  au Wembley Stadium de Londres (Angleterre).
- Rugby à XV
  - le championnat d'Italie est remporté par le Petrarca Padoue qui a bat le Rugby Rovigo en finale sur le score de 18 à 14[8].
  - le Munster remporte la Celtic League en disposant du Leinster en finale sur le score de 19 à 9, empêchant ces-derniers de réaliser le doublé Coupe d'Europe-Celtic League[9].
  - les Saracens deviennent champions d'Angleterre après avoir battu en finale du tenant du titre, les Leicester Tigers, sur le score de 22 à 18[10],[11]. C'est le premier titre des Sarries dans la compétition et cette victoire empêche les Tigers de réaliser le triplé après leurs victoires en 2009 et 2010.

### Dimanche29 mai
- Handball : la section handball du FC Barcelone remporte la Ligue des champions.
- Rugby à XV : l'Afrique du Sud remporte la dernière étape des IRB Sevens World Series disputée à Édimbourg en battant sur le fil les Australiens en finale sur le score de 36 à 35[12].